# Diecéze Saint-Dié
Diecéze Saint-Dié (lat. Dioecesis Sancti Deodati, franc. Diocèse de Saint-Dié) je francouzská římskokatolická diecéze. Leží na území departementu Vosges, jehož hranice přesně kopíruje. Sídlo biskupství i katedrála se nachází ve městě Saint-Dié-des-Vosges. Patronem diecéze je svatý Deodat z Nevers (franc. Saint-Dié), po němž je diecéze pojmenována.
Biskupem je od 14. prosince 2005 Jean-Paul Mary Mathieu.

## Historie
Diecéze byla v Saint-Dié ustanovena v roce 1777. Díky konkordátu z roku 1801 byla 29. listopadu 1801 zrušena a její území přičleněno do diecéze Nancy. 6. října 1822 byla diecéze obnovena (území bylo opět vzato z diecéze Nancy). V současnosti hranice diecéze přesně kopírují hranice departementu Vosges.